# Argument van het periapsis

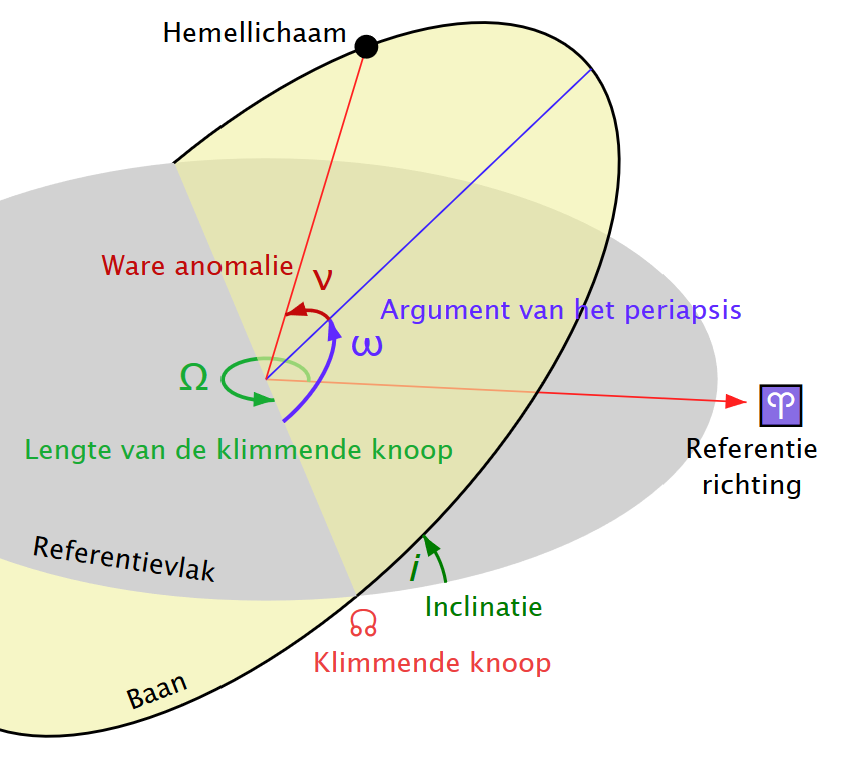
Diagram van de baanelementen, waaronder het argument van het periapsis.

Het argument van het periapsis (of argument van het perifocus), gesymboliseerd als ω, is een van de baanelementen die wordt gebruikt om het traject te bepalen van een hemellichaam dat een ander hemellichaam omcirkelt. Het geeft de hoekafstand aan (gezien vanuit het centrum van de baan) tussen het periapsis en de klimmende knoop. Een argument van het periapsis van 0° betekent dat het omcirkelende hemellichaam zich op de kleinste afstand bevindt van het centrale lichaam op hetzelfde moment dat het referentievlak van zuid naar noord wordt gekruist; bij 180° wordt er van noord naar zuid gekruist. Een hoek van 90° betekent dat het omcirkelende hemellichaam zich op de kleinste afstand bevindt van het centrale lichaam op het meest noordelijke punt van het referentievlak; bij 270° op het meest zuidelijke punt. De hoek kan alle waarden tussen 0° en 360° aannemen.
Bij specifieke soorten banen wordt het woord periapsis vervangen door de Griekse of Latijnse benaming van het centrale hemellichaam:
- Aarde: Argument van het perigeum
- Zon: Argument van het perihelium
- Ster: Argument van het periastron